# Tokihisa Shogo
Shogo Tokihisa (sinh ngày 15 tháng 4 năm 1984) là một cầu thủ bóng đá người Nhật Bản.

## Sự nghiệp câu lạc bộ
Shogo Tokihisa đã từng chơi cho Ventforet Kofu, Giravanz Kitakyushu và FC Gifu.